# Моје пјесме, моји снови (албум)
Моје пјесме, моји снови је албум Кемала Монтена. Издат је 1977. године у формату ЛП винил плоче LSY 61347 и касете CAY 528 . Издавачка кућа је Југотон. 

## Песме
- А1 Оливија
- А2 Ниси ме никад вољела
- А3 Остат ће само пјесма
- А4 Синоћ под прозором њеним
- А5 Пробуди ме
- Б1 Вечерас пишем посљедње писмо
- Б2 Љубавни бол
- Б3 Нек свирају гитаре
- Б4 Између пјесме и сна
- Б5 Чекат ћу те

## Сарадници
- Аранжман и диригент - Стипица Калођера
- Инжињер - Фрањо Бернер
- Инжињер (асистент) - Стјепан Павишић
- Текст - Кемал Монтено
- Музика - Кемал Монтено
- Фотографија и дизајн - Иван Ивезић